# Django CMS
django CMS ist ein Content-Management-System (CMS) zur Erstellung von Webseiten.
django CMS steht unter der 3-Klausel-BSD-Lizenz und ist damit Freie Software. django CMS basiert auf dem Webframework Django und ist in der Programmiersprache Python geschrieben.
Im Juli 2020 übergab die Divio AG, die django CMS ursprünglich entwickelt und bis dato betreut hatten, die Verantwortung über das open-source Projekt an die neu gegründete django CMS Association (dCA). Divio bleibt django CMS als Sponsor der django CMS Webseite und als eines der Gründungsmitglieder der dCA, neben what. und Eliga Services, weiterhin verpflichtet.

## Bedeutende Eigenschaften
Über die regulär in jedem CMS zu erwartenden Grundfunktionen hinaus, verfügt django CMS über die folgenden nennenswerten Eigenschaften:
- Multi-Site-Fähigkeit: Möglichkeit, mehrere Webseiten mit einer django CMS-Installation zu verwalten
- Mehrsprachigkeit: Möglichkeit, die Inhalte von Webseiten in mehreren Sprachversionen zu erstellen
- Front-End-Bearbeitung: Möglichkeit, Webseiten direkt in ihrer Original-Ansicht zu bearbeiten
- WYSIWYG-Editor: Der Editor stellt die Texte direkt so dar, wie sie später angezeigt werden
- Drag and Drop editing: Man kann durch Ziehen und Ablegen mit der Maus Elemente verschieben
- Mehrbenutzersystem: Fein granulierte Rechteverwaltung für Benutzer des CMS mit unterschiedlichen Rechten
- Responsive Webdesign: Durch die Implementierung von Bootstrap sind die erstellten Webseiten ohne weiteres Zutun responsive
- UTF-8-Unterstützung: Ermöglichen aller Zeichen jeglicher Sprachen, z. B. Griechisch, Russisch, Chinesisch etc.
- Erweiterbar durch Plug-ins: Möglichkeit, den Systemumfang durch optionale Software-Module zu erweitern

## Auszeichnungen
- Best Open Source CMS 2019 von CMS Critic[5]
- Best Open Source CMS 2015 von CMS Critic[6]

## Rezensionen
- Kaya Ismail: Django CMS Review, CMS Critic, 2019 (englisch)

## Videotrainings
- Martin Koistinen: "Getting Started with django CMS" (englisch)
- Simon Krull: "How to install django CMS in 5 minutes with django CMS quickstart" (englisch)

## Belege
1. ↑  Github: Lizenz (englisch)
2. ↑  django-cms.org: Features for the content editor (englisch)
3. ↑  django-cms.org: Features for the developer (englisch)
4. ↑  django-cms.org: django CMS full features list (Memento des Originals vom 19. März 2016 im Internet Archive)  Info: Der Archivlink wurde automatisch eingesetzt und noch nicht geprüft. Bitte prüfe Original- und Archivlink gemäß Anleitung und entferne dann diesen Hinweis. (englisch)
5. ↑  CMS Critic: Announcing the 2019 Winner for Best Open Source CMS (englisch)
6. ↑  CMS Critic: Announcing the 2015 Winner for Best Open Source CMS (englisch)